# Gabrje pri Dobovi
Gabrje pri Dobovi je naselje v Občini Brežice.

## Prebivalstvo
Etnična sestava 1991:
- Slovenci: 214 (90,3 %)
- Hrvati: 9 (3,8 %)
- Italijani: 2
- Srbi: 1
- Neznano: 10 (4,2 %)
- Neopredeljeni: 1